# Christian Leitzbach
Christian Leitzbach (* 1961) ist ein deutscher freiberuflicher Historiker.

## Leben
1961 in Düsseldorf geboren, absolvierte er die Gymnasialausbildung 1982 mit dem Abitur in Bad Münstereifel. Sein Studium der Geschichte und Germanistik schloss er 1989 an der Heinrich-Heine-Universität in Düsseldorf mit dem Magister Artium ab. 1997 promovierte er zum Dr. phil.: Der Titel der Dissertationsarbeit lautet Matthias Erzberger. Ein kritischer Beobachter des Wilhelminischen Reiches 1895 - 1914.
Seit 1989 arbeitete er als Historiker und Archivar in den Wirtschaftsarchiven der Henkel KGaA und der Rheinmetall AG. Er ist zweiter Vorsitzender des Vereins der Freunde und Förderer der Wehrtechnischen Studiensammlung Koblenz e.V.

## Werke
(Quelle:)
- Matthias Erzberger : ein kritischer Beobachter des Wilhelminischen Reiches 1895–1914. Lang Frankfurt am Main ; Berlin ; Bern ; New York ; Paris ; Wien 1998, ISBN 978-3-631-33492-8
- 75 Jahre Mitarbeitervertretung bei Henkel. Henkel KGaA, Bereich Information, Öffentlichkeitsarbeit, Düsseldorf 1992, ISBN 3-923324-79-0
- Rheinmetall : vom Reiz, im Rheinland ein großes Werk zu errichten. Greven Köln 2014, ISBN 978-3-7743-0641-7
- Ehemalige Pierburger erzählen, Eigenverlag, 2014